# Género (matemática)
En matemática, y más precisamente en topología, el género hace referencia a una propiedad de invariancia de los objetos considerados (como un toro, una curva algebraica, una recta proyectiva). 
En términos muy generales, puede interpretarse como el número de agujeros de una superficie.

género 0
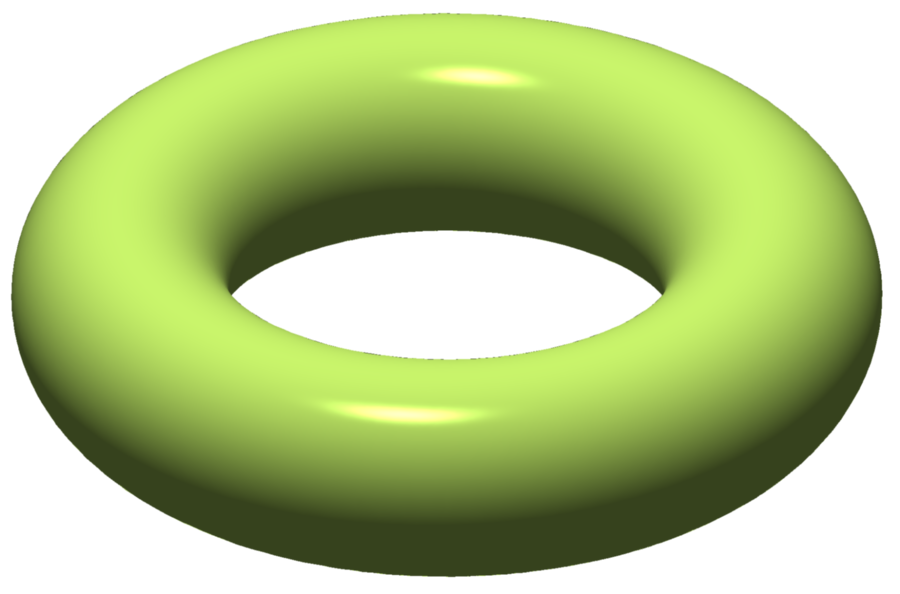
género 1
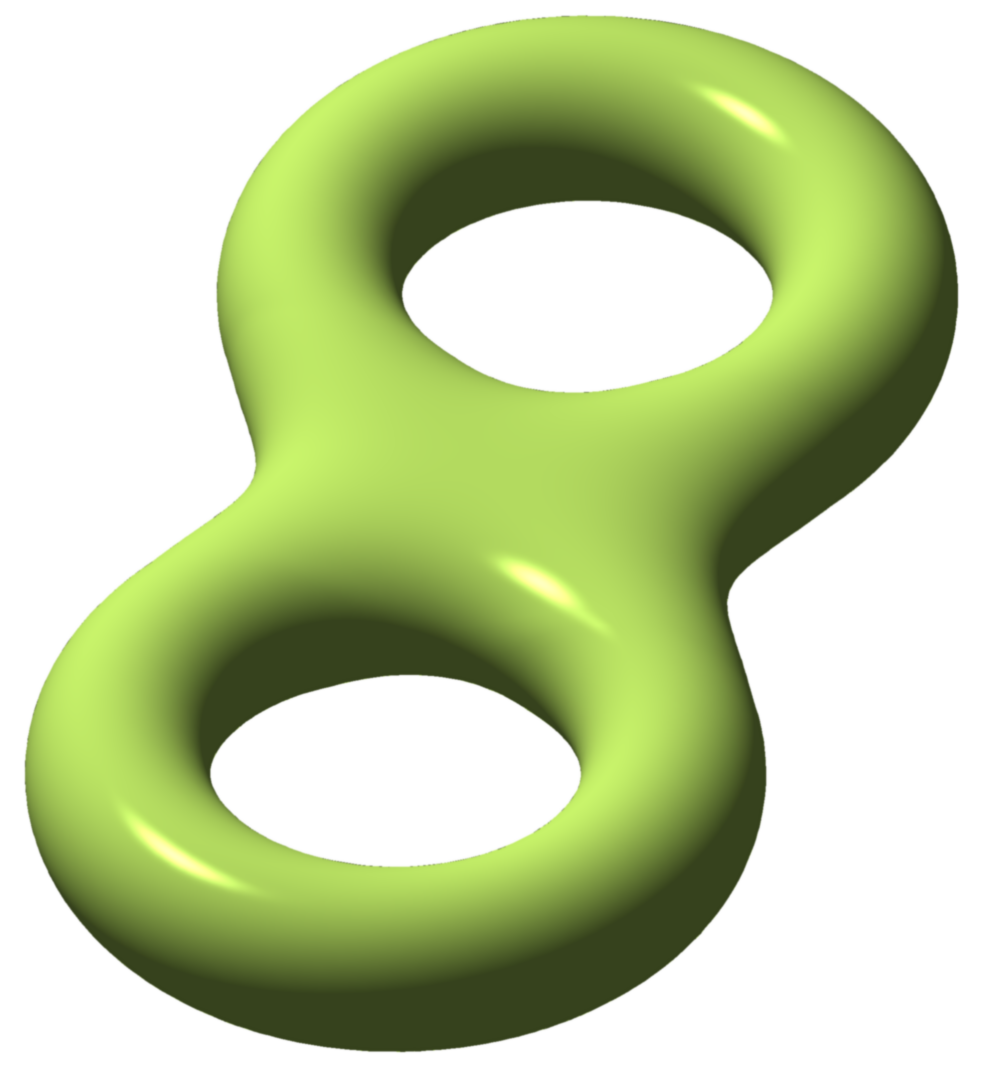
género 2
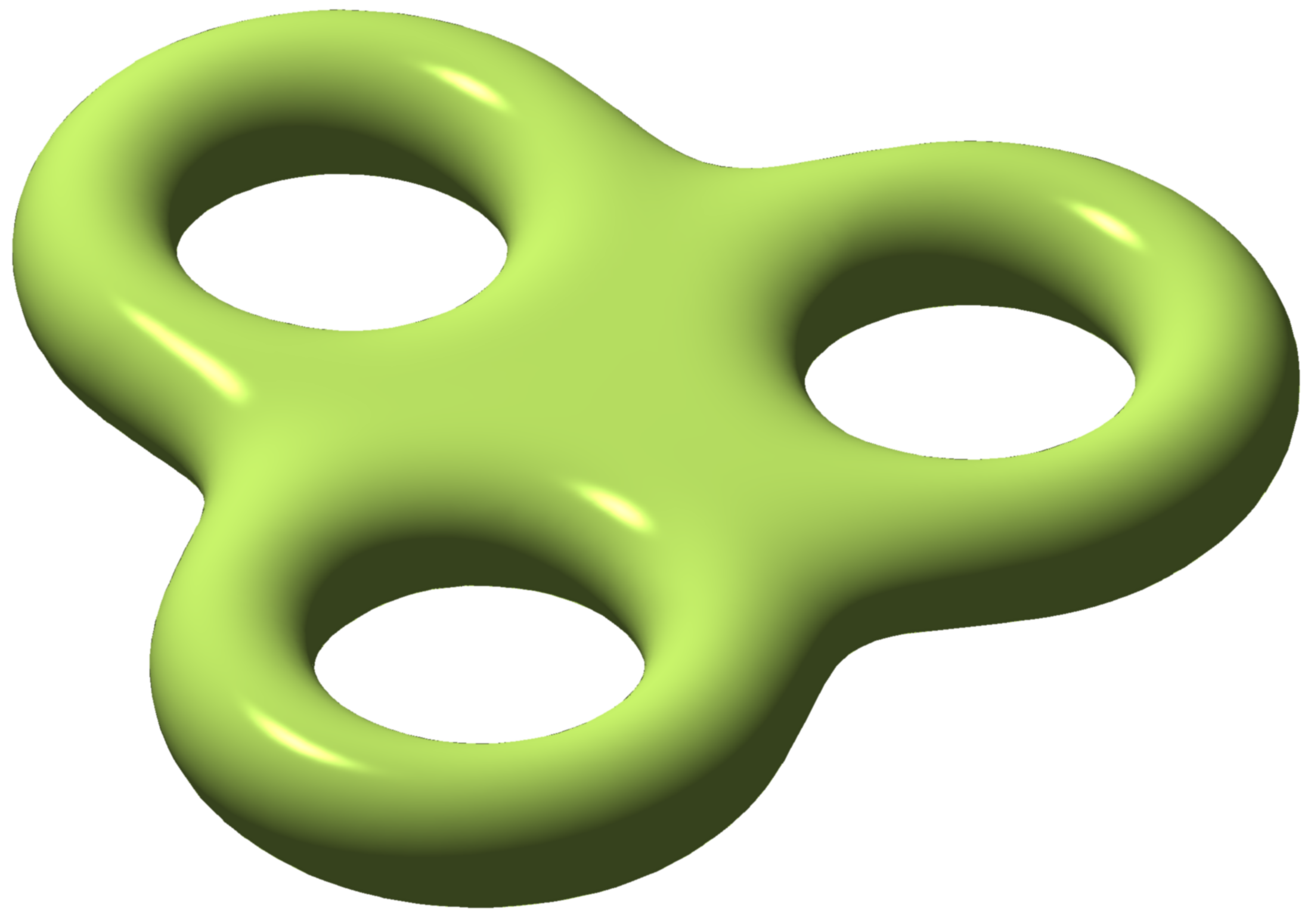
género 3

## Género de una superficie
Es una propiedad de invarianza topológica definida como el máximo número de curvas cerradas simples que no se intersecan, y que se pueden dibujar sobre la superficie sin separarla. Más formalmente, es un invariante birracional numérico de una variedad algebraica bidimensional definida sobre un cuerpo algebraicamente cerrado {\displaystyle K}. Se distinguen dos tipos: el género aritmético y el género geométrico.

### Género geométrico
El género geométrico {\displaystyle pg} de una superficie algebraica {\displaystyle X} completamente suave es igual a
{\displaystyle pg=\dim _{g}H^{0}(X,\Omega _{X}^{2})},
que es la dimensión del espacio de 2-formas diferenciales regulares sobre {\displaystyle X}.

### Género aritmético
El género aritmético {\displaystyle p\alpha } de una superficie algebraica {\displaystyle X} completamente suave es igual a
{\displaystyle p\alpha =\chi (X,\sigma _{X})-1=\dim _{k}H^{2}(X,\sigma _{X})-\dim _{k}H^{1}(X,\sigma _{X})}.
El género geométrico y el género aritmético de una superficie algebraica {\displaystyle X} completamente suave están relacionados por la fórmula
{\displaystyle pg-p\alpha =q}
en donde {\displaystyle q} es la irregularidad de {\displaystyle X}, que es igual a la dimensión del espacio de 1-formas diferenciales regulares sobre {\displaystyle X}.